# Callulops stictogaster
Espèce
Synonymes
- Phrynomantis stictogaster Zweifel, 1972

Statut de conservation UICN

 LC  : Préoccupation mineure
Callulops stictogaster est une espèce d'amphibiens de la famille des Microhylidae.

## Répartition

Aire de répartition de Callulops stictogaster.

Cette espèce est endémique de Papouasie-Nouvelle-Guinée. Son aire de répartition concerne les provinces de Hautes-Terres occidentales, de Hautes-Terres orientales et de Morobe.

## Publication originale
- Zweifel, 1972 : Results of the Archbold Expeditions No. 97. A revision of the frogs of the subfamily Asterophryinae, family Microhylidae. Bulletin of the American Museum of Natural History, vol. 148, p. 411-546 (texte intégral).